# Rogelio Carbajal Tejada
Rogelio Carbajal Tejada (Torreón, Coahuila, 29 de octubre de 1975). Es un abogado y político mexicano, miembro del Partido Acción Nacional. Ha sido secretario nacional de Acción Juvenil, representante del PAN ante el IFE en dos ocasiones, diputado federal plurinominal, secretario general del PAN y subsecretario de Estado.

## Trayectoria
Es abogado por la Universidad Iberoamericana y tiene un postgrado en la Escuela Libre de Derecho. Miembro del PAN desde 1995, ha sido Consejero nacional y consejero estatal en Coahuila, fue secretario nacional de Acción Juvenil de 1998 a 2001.
En 2006 fue elegido diputado federal plurinominal a la LX Legislatura, ha sido también representante del PAN ante el Instituto Federal Electoral, secretario de Estudios del Comité Ejecutivo Nacional del PAN y director general de la Fundación Rafael Preciado Hernández.
El 10 de junio de 2008 el presidente nacional del PAN, Germán Martínez Cázares, lo nombró secretario general del partido en sustitución de Guillermo Anaya Llamas, debiendo ser ratificado por el comité ejecutivo nacional su nombramiento. La Cámara de Diputados de México le concedió la licencia el 2 de septiembre de 2008 y Lariza Montiel Luis ocupó su lugar como suplente.
Después de las elecciones del 5 de julio de 2009, tanto Germán Martínez como Rogelio Carbajal renunciaron el 6 de julio de 2009 (un día después), siendo reemplazados por César Nava como Presidente del partido, y José González Morfín como Secretario General.
El 7 de febrero de 2010 fue nombrado Subsecretario de la Función Pública, cargo en el que se desempeñó hasta el 10 de septiembre de 2011 cuando renunció para incorporarse a la campaña de Ernesto Cordero, quien buscaba la candidatura a la Presidencia de la República por el PAN
El 5 de marzo de 2012 fue designado por su partido como presentante ante el IFE (ahora INE) para las Elecciones federales de México de 2012.
En septiembre de 2014, Rogelio Carbajal dejó la representación del PAN en el INE y decidió tomar una pausa de la política. Francisco Garate Chapa entró en su lugar.